# 申屠嘉
申屠嘉（？—前155年），西汉初期大臣，西汉时梁（治今安徽砀山）人。

## 生平
15岁时参军入伍，为「材官蹶张」，即脚踩踏連弩機關发射箭的小兵。起初随汉高帝攻打项羽时升为队率（即小队长）。从汉高祖征英布时，申屠嘉已经升为都尉了。汉初，从中央到地方，官员多由大大小小的功臣出任，申屠嘉于孝惠帝时出任淮阳太守。
汉文帝时嘉獎功臣，凡是跟随过汉高祖刘邦抗秦擊楚而官職超过兩千石者，如果爵位不到关内侯，则一率赐爵关内侯。申屠嘉因此得爵关内侯，食邑五百户。不久被任命为御史大夫。
汉文帝后元二年（前162年）八月，张苍罢相。申屠嘉以御史大夫接任丞相，封故安侯。本来汉文帝想封窦皇后的弟弟窦广国为相。窦广国为有贤能且为人谦虚，是汉文帝理想的丞相人选。但汉文帝怕大臣们有说法，因此只好放弃。于是像以前一样，丞相仍然从高祖时功臣中挑选。但是到汉文帝时期，汉高祖时的功臣大多数衰老或故去，只有申屠嘉尚算年轻。再者御史大夫本来就位次于丞相，所以申屠嘉出任丞相。
申屠嘉为人廉洁刚正，门不受私谒。邓通是汉文帝的宠臣，有次邓通在朝堂上有怠慢礼仪，申屠嘉向皇帝说：“陛下喜欢自己的寵臣，让他富贵就是了。但是朝堂上的礼节不可不严肃！”。下朝后，回到丞相府后就下令捉拿邓通，如果他不服从，就斩杀。邓通知道后，非常惊恐，去跑去告诉文帝。文帝亲自为邓通求情，邓通才得以释免。邓通哭著對文帝說：“丞相差点杀了臣！”。
汉景帝时，反对晁错的政见，想诛杀晁错没有得手，吐血而死，谥号节侯。

## 家庭
- 长子：申屠蔑
- 七世孙：申屠刚

## 註解
1. ↑  陛下愛幸臣，則冨貴之；至於朝廷之禮，不可以不肅！
2. ↑  《汉书》卷五：六月，丞相嘉薨。

## 延伸阅读
[在维基数据编辑]
 《史記/卷096》，出自司馬遷《史記》
 《漢書/卷042》，出自班固《漢書》